# Сандрацька Аліна Олександрівна
Аліна Олександрівна Сандрацька (рос. Алина Александровна Сандрацкая; нар. 22 травня 1984, Москва, СРСР) — російська театральна та кіноакторка.

## Біографія
У дитинстві співала в Московському академічному камерному музичному театрі Бориса Покровського. Під час навчання часто грала в театрі. Закінчила Московський державний університет культури і мистецтв, факультет театру кіно і телебачення. З 2001 до 2005 року грала в Московському театрі «Вернісаж» під керівництвом Ю. В. Непомнящего.
Одразу після закінчення інституту почала зніматися в кіно. Перші ролі були епізодичні, а першою запам'ятовується роллю була в серіалі «Принцеса цирку». 2008 року пропонують одну з головних ролей у теленовели «Обручка». 2010 року оголошує про вихід з проекту, її місце займає Аліна Бужинська.
Аліна у вільний час професійно записує музику і співає.

## Театр
Зіграла такі ролі у театральних постановках:
- «Марія Тюдор» — Джен
- «Провінційний анекдот» А. В. Вампілова — Вікторія
- «Горе від розуму» А. С. Грибоєдова — Софія
- «Снігова королева» Є. Шварца — Герда

## Кінематограф
Знялась у таких кінострічках:
- 2005—2006 — «Кулагін та партнери» — в епізодах
- 2007 — Адвокат — фільм 2, «Згубна пристрасть», Надя
- 2008 — «Принцеса цирку» — Діна
- 2008—2010 — «Обручка» — Ольга Прохорова, подруга Насті

## Телебачення
Взяла участь у наступних телевізійних проектах:
- «Доброго ранку на Першому каналі» — гість
- «Олів'є-шоу» 2010—2011 на Першому каналі — гість
- «Yesterday LIVE» — гість